# Niskasaari (ö i Lappland, Östra Lappland, lat 65,95, long 27,83)
Niskasaari är en halvö i Finland. Den ligger i sjön Laivajärvi och i kommunen Posio i den ekonomiska regionen  Östra Lapplands ekonomiska region  och landskapet Lappland, i den norra delen av landet, 700 km norr om huvudstaden Helsingfors.